# 保护国
保护国（英語：protectorate），又称保護領，是指一類沒有足夠的軍事實力來保護自己、外交主權嚴重喪失，還需要接受宗主国管束的国家或地区，在分類上屬於殖民统治或從屬國的一种。英语中将汉唐时代进行间接统治的「都护府」也翻译为「保护国」。

## 定义
保护国是一类附属领土（属地），对其大部分内部事务享有自治权，同时仍然承认一个更强大的主权国家的宗主权，而不是占有权（完全控制）。作为交换，保护国通常根据其相关条约接受特定义务。通常保护国是在法律上通过条约建立的。
在实践中，保护国通常只与宗主国有直接关系，并将其所有更重要的国际事务的管理权移交给后者。同样，保护国很少自行采取军事行动，而是依靠其宗主国作为保护者进行防御。这与吞并不同，因为保护者没有正式的权力来控制保护国的内部事务。然而由于其没有国防和外交权力，国际法上则视宗主国拥有保护国的主权，一些保护国最终并入了其宗主国。保护国（无主权）与古代的附庸国（半主权）最大的区别是法律上没有与外国邦交的权力，而附庸国虽然也受宗主国控制但可以直接和其他国家往来。

## 与其他附属政权的区别
保护国与殖民地不同，因为它有本地统治者，没有直接拥有或很少经历宗主国的直接的殖民统治。尽管欧洲殖民者常用保护国作为殖民统治的一种形式，如法屬印度支那就拥有东京、安南等保护国。
保护国也不同于国际联盟及其继任者联合国的托管领土，其管理在不同程度上受到国际社会的监督。保护国通过与保护国的双边协议正式加入保护，而国际授权则由具有国际社会代表性的机构管理，无论是否有事实上的管理权。
在另一个国家保护下，同时保留其“国际人格”的国家被称为“被保护国家”（Protected state），而不是保护国。受保护国家有类似保护形式，但它继续保持“国际人格”，并在执行外交政策时享有商定的独立性。简而言之，受保护国家是主权受限制的独立国家，保护国则是完全没有主权的国家。在某些情况下，就像英国和埃及（1922年之后被英国承认的埃及王國）的关系一样，一个名义上独立的国家也可以被贴上事实上的保护国或隐蔽的保护国的标签。

## 實例
下列国家中如历史上的埃及、尼泊尔、克罗地亚等国属名义上是独立国的「被保护国家」*而非「保护国」。在现代，微型国家如列支敦士登、摩纳哥等国的一个重要或决定性特征是受某种形式的保护，根据该定义：“微型国家是现代受保护国家，即这些迷你主权国家能够单方面将某些主权属性交给大国，以换取对其政治和经济生存能力的良性保护，使其免受地理或人口限制。” 
| 「保護國」或「被保护国家」*                                                                               | 宗主國                           | 政治体制               | 國旗                        | 現今國旗                                                |
| --- | -------------------------------- | ---------------------- | --------------------------- | ------------------------------------------------------- |
| 聯邦聯盟（1815–1820）                                                                                     | 阿根廷                           | 總統制                 |                             |                                                         |
| 秘魯保護國（1820–1822）                                                                                   | 阿根廷                           | 總統制                 | 秘魯                        | 秘魯                                                    |
| 里奥格兰德共和国*（1836-1845）                                                                            | 阿根廷                           | 總統制                 |                             | 南里奧格蘭德州                                          |
| 朱莉安娜共和國*（1839-1845）                                                                              | 阿根廷                           | 總統制                 |                             | 聖卡塔琳娜州                                            |
| 巴拉圭*（1876）                                                                                           | 阿根廷                           | 總統制                 |                             | 巴拉圭                                                  |
| 巴拉圭*（1869-1876）                                                                                      | 巴西帝国                         | 總統制                 |                             | 巴拉圭                                                  |
| 烏拉圭*（1828–1835）                                                                                      | 巴西帝国                         | 總統制                 |                             | 乌拉圭                                                  |
| 阿克雷共和國*（1899-1903）                                                                                | 巴西                             | 總統制                 |                             | 阿克雷州                                                |
| 古巴 - 美国军政府 - 古巴*                                                                                 | 美国                             | 军事占领、傀儡政權     | 古巴共和國 (1902年—1959年)  | 古巴                                                    |
| 阿富汗*（1879–1919）                                                                                      | 英国 · 英属印度                  | 君主專制               | 阿富汗                      | 阿富汗伊斯蘭酋長國                                      |
| 錫金王國（1861–1975）                                                                                     | 英国 · 印度                      | 君主立宪制             | 锡金王国                    | 印度                                                    |
| 尼泊爾王國*（1816–1923）                                                                                  | 英国 ·                           | 君主立宪制             | 尼泊爾王國                  | 尼泊尔                                                  |
| 埃及王國*（1922–1936）                                                                                    | 英国                             | 君主专制               | 埃及王國                    | 埃及                                                    |
| 英埃苏丹                                                                                                  | 英国 · 埃及王國                  | 共管、保护领           | 英国                        | 苏丹                                                    |
| （1888–1984）                                                                                             | 英国                             | 君主专制               |                             | 汶萊                                                    |
| 馬爾地夫（1887–1965）                                                                                     | 英国                             | 君主专制               |                             | 马尔代夫                                                |
| （1890–1963）                                                                                             | 英国                             | 君主专制               | 桑給巴爾                    | 桑給巴爾                                                |
| 砂拉越王国（1888–1946）                                                                                   | · 英国                           | 君主專制               | 砂拉越                      | 马来西亚                                                |
| 莫斯基托海岸（1638-1860）                                                                                 | 英国                             | 君主制                 |                             |                                                         |
| 巴蘇陀蘭                                                                                                  | 英国 · 南非聯邦                  | 君主立宪制             |                             | 莱索托                                                  |
| 貝專納（1885–1966）                                                                                       | 英国                             | 君主立憲制             | 贝专纳                      | 波札那                                                  |
| 英屬索馬里蘭（1884–1960）                                                                                 | 英国                             | 君主立憲制             | 英屬索馬利蘭                | 索马里兰                                                |
| 北羅德西亞（1911–1964）                                                                                   | 英国                             | 君主立憲制             | 北羅德西亞                  | 赞比亚                                                  |
| 尼亞薩蘭（1907–1964）                                                                                     | 英国                             | 君主立憲制             | 尼亞薩蘭                    | 马拉维                                                  |
| 巴布亞領地（1884－1888）                                                                                  | 英国 ·                           | 君主立憲制             | 巴布亞領地                  | 巴布亚新几内亚                                          |
| 吉尔伯特和埃利斯群岛（1892–1916）                                                                         | 英国                             | 君主立憲制             | 吉尔伯特和埃利斯群岛        | 基里巴斯 · 圖瓦盧                                       |
| 英屬黃金海岸（1821–1957）                                                                                 | 英国                             | 君主立憲制             | 英屬黃金海岸                | 加纳                                                    |
| 阿曼*（1892–1970）                                                                                        | 英国                             | 君主專制               |                             | 阿曼                                                    |
| 科威特（1899–1961）                                                                                       | 英国                             | 君主专制               |                             | 科威特                                                  |
| 北婆羅洲（1888–1946）                                                                                     | 英国                             | 君主立宪制             | 北婆羅洲                    | 马来西亚                                                |
| 大韓帝國 (1905–1910)                                                                                      | 日本                             | 君主專制               |                             | 朝鮮 (地區)                                             |
| 滿洲國* (1932–1945)                                                                                       | 日本                             | 傀儡政權               | 滿洲國                      |                                                         |
| 蒙疆聯合自治政府* (1939–1945)                                                                             | 日本                             | 傀儡政權               |                             |                                                         |
| 菲律賓 第二共和國*（1943–1945）                                                                           | 日本                             | 傀儡政權               |                             | 菲律宾                                                  |
| 希瓦汗國（1873–1917）                                                                                     | 俄罗斯帝国                       | 君主专制               |                             | 乌兹别克斯坦                                            |
| 布哈拉酋長國（1873–1917）                                                                                 | 俄罗斯帝国                       | 君主专制               |                             | 乌兹别克斯坦                                            |
| 烏克蘭人民共和國*                                                                                         | 波蘭第二共和國                   | 共和制                 | 乌克兰                      | 乌克兰                                                  |
| 德屬東非                                                                                                  | 德意志帝國                       | 保護國                 | 德屬東非                    | 坦桑尼亚                                                |
| 德屬新幾內亞                                                                                              | 德意志帝國                       | 保護國                 | 德屬新幾內亞                | 巴布亚新几内亚                                          |
| 克羅埃西亞獨立國*（1941–1945）                                                                            | 意大利                           | 君主制                 | 克羅埃西亞獨立國            | 克罗地亚                                                |
| 阿尔巴尼亚 - 阿尔巴尼亚意占时期（1939–1943）                                                              | 義大利王國                       | 君主立憲制             | 阿尔巴尼亚                  | 阿尔巴尼亚                                              |
| 波希米亚和摩拉维亚保护国（1939–1945）                                                                     | 納粹德國                         | 傀儡政权、保护领       | 波希米亞和摩拉維亞保護國    | 捷克                                                    |
| 图瓦人民共和国*                                                                                           | 苏联                             | 社會主義共和國         | 圖瓦人民共和國              | 图瓦共和国                                              |
| 蒙古人民共和国*                                                                                           | 苏联                             | 社會主義共和國         | 蒙古人民共和国              | 蒙古国                                                  |
| 東突厥斯坦共和國（1944–1946）                                                                             | 苏联                             | 社會主義共和國         |                             |                                                         |
| 同盟國軍事佔領奧地利                                                                                      | 英国 · 苏联 · 美国 · 法國        | 共管、军事占领         | 奥地利                      | 奥地利                                                  |
| 同盟國軍事佔領德國                                                                                        | 英国 · 苏联 · 美国 · 法國        | 共管、军事占领         | 德国                        | 德国                                                    |
| 薩爾保護領（1947–1956）                                                                                   | 法國                             | 保护领                 | 薩爾保護領                  | 薩爾蘭                                                  |
| 巴達維亞共和國*（1795–1806）                                                                              | 法國                             | 共和國                 | 巴達維亞共和國              | 荷兰                                                    |
| 荷蘭共和國*                                                                                               | 法國                             | 共和國                 | 荷蘭共和國                  | 荷兰                                                    |
| 大溪地王國（1842–1880）                                                                                   | 法國                             | 君主專制               |                             | 法屬玻里尼西亞                                          |
| 里馬塔拉王國（1889–1900）                                                                                 | 法國                             | 君主專制               |                             |                                                         |
| 魯魯土王國（1889–1900）                                                                                   | 法國                             | 君主專制               |                             |                                                         |
| 叙利亚*（1943-1945）                                                                                      | 法國                             | 共和制                 | 叙利亚                      | 叙利亚                                                  |
| 摩洛哥（1912–1956）                                                                                       | 法國 · 西班牙                    | 君主专制               | 摩洛哥                      | 摩洛哥                                                  |
| 突尼西亞 - 法属时期（1881–1956）                                                                          | 法國                             | 君主专制               |                             | 突尼西亞                                                |
| 法属印度支那 - 东京、安南、交趾支那保护国（ 阮朝） - 老挝保护国（1893－1954） - 柬埔寨保护国（1863–1953） | 法國                             | 保护领、君主专制       | 法國                        | 越南 · 老挝 · 柬埔寨                                    |
| 法屬赤道非洲                                                                                              | 法國                             | 保护领                 | 法屬赤道非洲                | 中非共和國 · 加蓬 · 乍得 · 刚果共和国                   |
| 法屬西非                                                                                                  | 法國                             | 保护领                 | 法屬西非                    | 布吉納法索 · 马里 · 贝宁 · 科特迪瓦 · 尼日尔 · 塞内加尔 |
| 瑙鲁* | 先前: 英国 新西兰 ·              | 共和国                 |                             | 諾魯                                                    |
| 庫克群島*                                                                                                 | 先: 英国 后: 新西兰              | 君主立宪制             |                             | 库克群岛                                                |
| 纽埃* | 先: 英国 后: 新西兰              | 島國 君主立憲制        |                             | 紐埃                                                    |
| 托克勞 | 先: 英国 今: 新西兰              | 保护领 自治领 属地     | 新西兰                      | 托克劳                                                  |
| 不丹*（1947-2007）                                                                                        | 印度                             | 君主立宪制             | 不丹                        | 不丹                                                    |
| 所罗门群岛（1893–1978）                                                                                   | 英国 ·                           | 君主立憲制             |                             | 所罗门群岛                                              |
| 圣马力诺*                                                                                                 | 義大利                           | 共和立憲制             | 圣马力诺                    | 圣马力诺                                                |
| 列支敦斯登*                                                                                               | 瑞士 · 奥地利                    | 君主立宪制             | 列支敦斯登                  | 列支敦斯登                                              |
| 摩納哥*                                                                                                   | 法國                             | 君主立憲制             | 摩纳哥                      | 摩纳哥                                                  |
| 巴勒斯坦國*                                                                                               | 先前: 约旦 埃及 · 阿拉伯国家联盟 | 自治國（被以色列占领） | 巴勒斯坦國 · 阿拉伯国家联盟 | 巴勒斯坦國 · 阿拉伯国家联盟                             |
| 卡法 (1462–1475)                                                                                          | 波蘭王國                         | 保護領                 |                             |                                                         |
| 哥薩克酋長國（1669–1685）                                                                                 | 奥斯曼帝国                       | 選舉君主制             |                             |                                                         |
| 高麗（1270–1356）                                                                                         | 元朝                             | 君主制                 |                             | 朝鲜民主主义人民共和国 · 大韩民国                       |
| 西藏（1720–1911)                                                                                          | 大清                             | 神權政治               |                             |                                                         |

## 现如今存在的类似于保护国的实体
下列国家在存在期间均宣称其独立国家身份，但实际上依赖某一国政府的支持，中文语境下的保护国来源于对英文名词protectorate的翻译，而依赖某国的保护不一定符合“保护国”的完整法律定义。
| 顺序           | 存在主权争议的政治实体（被保护国） | 英文全称                                                          | 争执日期      | 有关争议联合国成员国 | 保护或支持其独立及自治有关联合国成员国 |
| 现存现代政权   | 现存现代政权                       | 现存现代政权                                                      | 现存现代政权  | 现存现代政权         | 现存现代政权                           |
| -------------- | ---------------------------------- | ----------------------------------------------------------------- | ------------- | -------------------- | -------------------------------------- |
| 1              | 阿布哈茲                           | Republic of Abkhazia                                              | 1992年—       |                      | 俄羅斯                                 |
| 2              | 南奥塞梯                           | Republic of South Ossetia                                         | 1991年—       |                      | 俄羅斯                                 |
| 3              | 佤邦                               | Wa State                                                          | 1989年—       | 緬甸                 | 中华人民共和国 · 越南                  |
| 4              | 缅甸掸邦东部第四特区               | Eastern Shan State Special Region 4                               | 1989年—       | 緬甸                 | 中华人民共和国 · 越南 ·                |
| 5              | 科索沃                             | Republic of Kosovo                                                | 2008年—       | 塞爾維亞             | 阿尔巴尼亚 · 美国 · 欧盟               |
| 6              | 北賽普勒斯                         | Turkish Republic of Northern Cyprus                               | 1983年—       | 賽普勒斯             | 土耳其                                 |
| 7              | 撒拉威阿拉伯民主共和國             | Western Sahara Sahrawi Arab Democratic Republic                   | 1976年—       | 摩洛哥               | 阿尔及利亚 · 毛里塔尼亚                |
| 8              | 德涅斯特河沿岸                     | Transnistria Moldavian Republic Pridnestrovian Moldavian Republic | 1990年—       | 摩尔多瓦             | 俄羅斯                                 |
| 已灭亡现代政权 |                                    |                                                                   |               |                      |                                        |
| 1              | 科威特共和国                       | Republic of Kuwait                                                | 1990年—1990年 | 科威特               | 伊拉克                                 |
| 2              | 柬埔寨人民共和國                   | People's Republic of Kampuchea                                    | 1979年—1992年 | 柬埔寨               | 越南                                   |
| 3              | 比亚法拉共和国                     | Republic of Biafra                                                | 1967年—1970年 | 奈及利亞             | 葡萄牙 · 法國 · 羅德西亞               |
| 4              | 阿富汗民主共和國                   | Democratic Republic of Afghanistan                                | 1978年—1992年 | 阿富汗               | 苏联                                   |
| 5              | 塞爾維亞克拉伊納共和國             | Republic of Serbian Krajina                                       | 1990年—1995年 | 南斯拉夫             | 塞爾維亞                               |
| 6              | 黑塞哥-波斯尼亞克羅地亞共和國      | Croatian Republic of Herzeg-Bosnia                                | 1991年—1996年 |                      |                                        |
| 7              | 顿涅茨克人民共和国                 | Donetsk People's Republic                                         | 2014年—2022年 | 乌克兰               | 俄羅斯                                 |
| 8              | 卢甘斯克人民共和国                 | Lugansk People's Republic                                         | 2014年—2022年 | 乌克兰               | 俄羅斯                                 |
| 9              | 阿尔察赫共和国                     | Republic of Artsakh                                               | 1991年—2023年 |                      | 亞美尼亞                               |